# الاستقالة العظمى

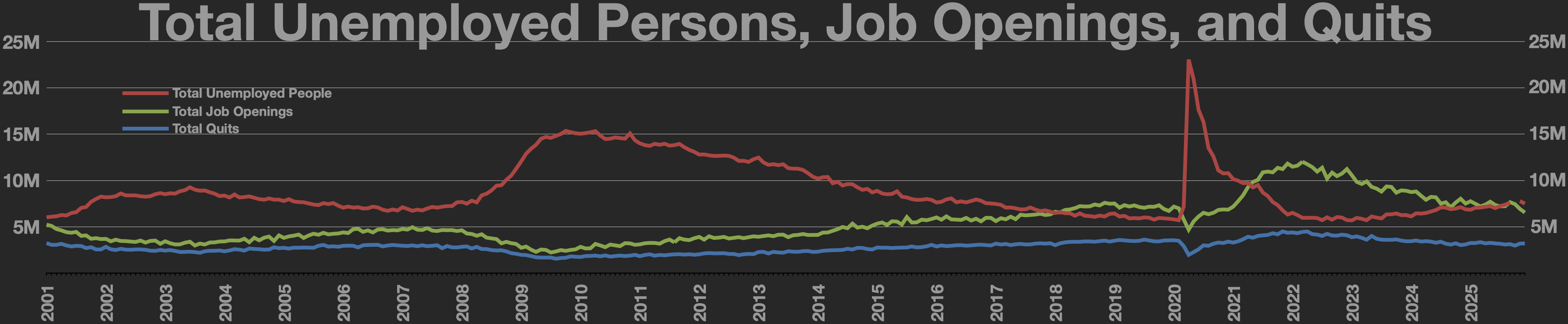
عدد العاطلون عن العمل
عدد الوظائف الشاغرة
مُعدل الإستقالات

الاستقالة العُظمى (بالإنجليزية: The Great Resignation) والمعروفة أيضًا باسم الاستقالة الُكبرى أو الخروج العظيم، هي اتجاه اقتصادي يستقيل فيه الموظفين طواعية من وظائفهم بشكل جماعي، بدءًا من أوائل عام 2021، و بشكل أساسي في الولايات المتحدة. قِيل إن الاتجاه هو بسبب وباء كورونا COVID-19، حيث ترفض الحكومة الأمريكية توفير الحماية اللازمة للعمال، و ركود الأجور على الرغم من ارتفاع تكاليف المعيشة. و وصف بعض الاقتصاديين الاستقالة العظمي بأنها نوع من الإضراب العام أثناء مناقشة في Striketober، التي كانت موجة من الإضرابات في أكتوبر 2021.
من المحتمل أن يكون المصطلح قد صاغه أنتوني كلوتس، أستاذ الإدارة في كلية ميس للأعمال في جامعة تكساس إيه آند إم، الذي توقع استقالة جماعية كبيرة في مايو 2021.

## الخلفية
في العشرين عامًا التي سبقت فبراير 2021، أي بعد عام تقريبًا من بداية جائحة COVID-19 في ديسمبر 2021، لم يتجاوز معدل الاستقالة في الولايات المتحدة 2.4% من إجمالي القوى العاملة شهريًا. تشير معدلات ترك العمل المُرتفعة إلى ثقة العمال في القدرة على الحصول على وظائف ذات رواتب أعلى، والتي تتزامن عادةً مع الإستقرار الاقتصادي المرتفع، ووفرة من العاملين، ومعدلات بطالة منخفضة. و على العكس من ذلك، خلال فترات البطالة المرتفعة، تميل معدلات الاستقالة إلى الإنخفاض مع إنخفاض معدلات التوظيف أيضًا. على سبيل المثال، خلال فترة الركود الكبير عام 2008، إنخفض معدل الاستقالة في الولايات المتحدة من 2.0% إلى 1.3% حيث انخفض معدل التوظيف من 3.7% إلى 2.8٪.
إتبعت مُعدلات الاستقالة في الولايات المتحدة خلال جائحة COVID-19 هذا النمط في البداية. في مارس وأبريل 2020، تم تسريح 13.0 و 9.3 مليون عامل (8.6% و 7.2٪)، و إنخفض معدل الإقلاع لاحقًا إلى أدنى مستوى له في سبع سنوات عند 1.6٪. كان الدافع وراء الكثير من عَمليات التسريح والإستقالات من النساء، اللائي يعملن بشكل غير متناسب في الأعمال التي تأثرت أكثر من غيرها بعمليات الإغلاق، مثل صناعات الخدمات و رعاية الأطفال.
مع استمرار الوباء، بدأ العمال بترك وظائفهم بشكل مُتناقض. هذا على الرغم من النقص المستمر في العمالة وارتفاع معدلات البطالة.

## الأسباب
سمحت جائحة كورونا للعُمال بإعادة التفكير في حياتهم المهنية وظروف عملهم وأهدافهم طويلة الأجل. نظرًا لأن العديد من أماكن العمل حاولت جلب موظفيها شخصيًا، فقد رغب العمال في حرية العمل من المنزل نظرًا للوباء. و مع العمل عن بعد جاءت مرونة الجدول الزمني للعمل أيضًا، والتي كانت السبب الرئيسي للبحث عن وظيفة جديدة لغالبية أولئك الذين درستهم شركة Bankrate في أغسطس 2021. بالإضافة إلى ذلك، يسعى العديد من العمال، ولا سيما الأصغر سنً، إلى تحقيق توازن أفضل بين العمل و الحياة.
المطاعم والفنادق، الصناعات التي تتطلب تفاعلات شخصية، هي الأكثر تضررًا من موجات الاستقالة. و تسمح مدفوعات التحفيز للجائحة والزيادات في إعانات البطالة لأولئك الذين يعتمدون على وظائف منخفضة الأجر إلى البقاء في المنزل، على الرغم من أن الأماكن التي تم فيها التراجع عن إعانات البطالة لم تشهد خلق فرص عمل كبيرة نتيجة لذلك.
وفقًا لدراسة أجرتها شركة Adobe، فإن الهجرة الجماعية يقودها جيل الألفية و الجيل زد (Z)، و الذين من المرجح أن يكونوا غير راضين عن عملهم. أفاد أكثر من نصف الجيل زد بأنهم يخططون للبحث عن وظيفة جديدة خلال العام المقبل.
نظرية أخرى هي أن الملايين من الناس يعانون أيضًا من إعاقات بسبب فيروس كورونا الطويل، مما يغير قدرتهم أو رغبتهم في العمل.

## التأثيرات

### الولايات المتحدة الأمريكية
في أبريل 2021، مع زيادة معدلات التطعيم ضد كوفيد، بدأت الأدلة في الظهور على أن الاستقالة الكبرى كانت قد بدأت في الولايات المتحدة. في نفس الشهر، استقال 4.0 مليون أمريكي من وظائفهم.
في يونيو 2021، ترك ما يقرب من 3.9 مليون عامل أمريكي وظائفهم. أكثر الإستقالات كانت بشكل كبير في الجنوب، حيث ترك 2.9% من القوى العاملة وظائفهم طواعية في يونيو، يليها الغرب الأوسط (2.8٪) و الغرب (2.6٪). المنطقة الشمالية الشرقية هي المنطقة الأكثر استقرارًا، حيث استقال 2.0% من العمال في يونيو.
وفقًا لمؤشر إتجاهات العمل لـ Microsoft لعام 2021، فإن أكثر من 40% من القوى العاملة العالمية تُفكر في ترك وظائفهم في عام 2021. وفقًا لمسح أجرته شركة PricewaterhouseCoopers في أوائل أغسطس 2021، قال 65% من الموظفين إنهم يبحثون عن وظيفة جديدة، وقال 88% من المديرين التنفيذيين إن شركتهم تشهد معدل استبدال للعُمال أعلى من المعتاد.
في أكتوبر 2021، أفاد مكتب الولايات المتحدة لإحصائيات العمل أن مُعدلات الإستقالات عن العمل لعمال الخدمات الغذائية ارتفعت إلى 6.8٪، وهو أعلى بكثير من متوسط الصناعة البالغ 4.1% على مدار العشرين عامًا الماضية ولا يزال أعلى من ذروة الإستقالات عن العمل في الصناعة والبالغة 5% في عام 2006 و 2019. سَجل قطاع التجزئة ثاني أعلى مُعدلات الاستقالة بنسبة 4.7٪. وجدت دراسة لشركة Deloitte نُشرت في مجلة Fortune في أكتوبر 2021 أنه من بين شركات Fortune 1000، يتوقع 73% من الرؤساء التنفيذيين أن يؤدي نقص العمل إلى تعطيل أعمالهم خلال الـ 12 شهرًا القادمة؛ يَعتقد 57% أن جذب المواهب هو من بين أكبر التحديات التي تواجه شركاتهم؛ و 35% قاموا بالفعل بتوسيع المزايا لتعزيز الاحتفاظ بالموظفين.
في خِضَم الاستقالة العُظمي، بدأت موجة إضراب عُرفت باسم سترايكوبر Striketober، حيث شارك أكثر من 100,000 عامل أمريكي في الإضراب أو يستعدون له. أثناء مناقشة Striketober، كتبت الجارديان أن بعض الاقتصاديين وصفوا الاستقالة العُظمي بالعمال المشاركين في إضراب عام ضد ظروف العمل السيئة والأجور المنُخفضة.

### أوروبا
وجدت دراسة إستقصائية أجريت على 5000 شخص في بلجيكا وفرنسا والمملكة المتحدة وألمانيا وهولندا من قبل شركة الموارد البشرية SD Worx أن ألمانيا لديها أغلب الموظفين المُستقيلين بسبب جائحة كرورنا، حيث ترك 6.0% من العمال وظائفهم. تليها المملكة المتحدة بنسبة 4.7٪، وهولندا بنسبة 2.9٪، وفرنسا بنسبة 2.3٪. و سجلت بلجيكا أقل عدد من الإستقالات بنسبة 1.9٪.
تُظهر بعض البيانات الأولية زيادة في عدد الإستقالات في إيطاليا، بدءًا من الربع الثاني من عام 2021. لم تكن الزيادة المسجلة بالقيمة المطلقة فحسب، بل كانت أيضًا من حيث معدل الاستقالة عن العمل (محسوبًا على أساس حالات ترك العمل على السكان العاملين) و حصة ترك العمل (محسوبة على أنها حالات إنهاء العمل على إجمالي عمليات إنهاء العقود).

### الصين
تحدث ظاهرة مُماثلة في الصين، يشار إليها باسم تانج بينج (النوم على الظهر أو التمَدُد). بدأت في نفس الوقت تقريبًا في أبريل 2021.